# 19678 Белчик
19678 Белчик (19678 Belczyk) — астероїд головного поясу, відкритий 9 вересня 1999 року.
Тіссеранів параметр щодо Юпітера — 3,291.